# Награда „Женско перо”
Награда „Женско перо" књижевна је награда коју додељује Политика Базар, женски часопис од 2000. године. Награда се додељује књижевници за најбољи роман или збирку прича објављене у претходној години. Уз плакету, добитници припада и новчана награда.

## О Награди
Године 2000. лист Политика Базар установио је награду Женско перо под покровитељством Фонда Мадлена и Филип Цептер. Афирмација саме награде је остварена кроз ауторке као и књиге које су је добијале.

## Добитнице Награде
- 2000. Гордана Ћирјанић за роман Претпоследње путовање и Марија Јовановић за роман Сплеткарење са сопственом душом[2]
- 2001. Ева Рас за роман Петла на пањ
- 2002. Јелица Зупанц за роман Кафкине адресе
- 2003. Љубица Арсић за збирку прича Тиграстија од тигра
- 2004. Мирјана Ђурђевић за роман Деда Ранкове рибље теорије
- 2005. Сања Домазет за роман Ко плаче
- 2006. Гордана Куић за роман Балада о Бохорети[3]
- 2007. Гордана Ћирјанић за роман Пољубац
- 2008. Јелена Ленголд за збирку прича Вашарски мађионичар
- 2010.  Мирјана Урошевић за  роман Park Carmen Machado[1]
- 2017. Мира Поповић за књигу Буђење